# أمبادوقليس
أمبادوقليس (باليونانية القديمة ΈμπεδοΚλής) (من 490 ق.م إلى 430 ق.م) كان فيلسوفاً يونانياً في فترة ما قبل سقراط، مواطن بمدينة آغريغنتوم، وهي مدينة يونانية بـصقلية، وفلسفة أمبادوقليس كانت المنشأ لنظرية العناصر الأربعة، كما اقترح وجود قوى أطلق عليها الحب والبغض كسبب لتمازج العناصر أو انفصالها عن بعضها، ونتيجة لتأثره بالفلسفة الفيثاغورثية، آمن أمبادوقليس بتناسخ الأرواح، ويُعتبر آخر فيلسوف اغريقي يدوّن أفكاره وفلسفته كأبيات شعرية، توفي عندما ألقى بنفسه في فوهة بركان، كانت مادة ثرية للأساطير والكثير من المعالجات الأدبية.

## حياته
وُلد في مدينة آغريغينتوم (آكراغاس) عام 490 ق.م لعائلة عريقة، ويبدو أن والده ميتو كان له دوراً في اقصاء طاغية آغريغينتوم عن الحكم، الذي يُعتقد أنه كان ثراسيدايوس في عام 470 ق.م، وقد سار أمبادوقليس على النهج الديموقراطي لعائلته حيث ساعد في اقصاء الحكومة الأوليغاركية التي تلتْ، ويُقال أنه كان مساعداً عظيماً للفقراء، ومتشدداً في مقاومته للأريستوقراطية، حتى أنه حين عُرض عليه أن يحكم مدينته، رفض.
علمه الواسع، وفصاحته وخبرته بشفاء الأمراض ومنع الأوبئة، نسجتْ الكثير من الأساطير حوله، وقيل أنه كان ساحراً له قدرة التحكم في الريح، وهو نفسه في قصيدته الشهيرة تطهيرات ادّعى امتلاكه القوى الخارقة، مثل القدرة على تدمير الشر، واطالة العمر، والتحكم بالريح والمطر.
وقيل أنه قام بعدد من الرحلات، منها رحلته إلى بلاد الفرس، وفقاً لأرسطو فقد مات في الستين من عمره، ويقال أنه ألقى بنفسه في لهيب بركان إتنا.

## أعماله
يُعتبر آخر فيلسوف إغريقي يكتب أفكاره كأبيات شعرية، وما نجا من أعماله إلى الآن قصيدتان: تطهيرات، وعن الطبيعة. أطلق عليه أرسطو لقب (أبو الخطابة)، كما وصفه بأن موهبته الشعرية تنافس هومر نفسه، كما تحدث عنه لوكريتيوس واصفاً اياه بأنه مثله الأعلى، كلا قصيدتي أمبادوقليس تطهيرات وعن الطبيعة تؤلفا معاً 5000 سطر، و550 سطراً فقط من شعره نجا إلى الآن، ويعتقد بعض الباحثين الآن أنهما في الحقيقة قصيدة واحدة فقط، نظراً للالتباس الذي حدث لأن العلماء القدامى لم يهتموا بذكر مصادر اقتباساتهم بدقة، هكذا فإنه يُعتقد أن تطهيرات هي المقدمة لقصيدة عن الطبيعة.

### تطهيرات
نملك 100 سطر فقط من تطهيرات أمبادوقليس، ويبدو أنها تصف العالم بشكل خرافي، وفقاً لرؤية أمبادوقليس الفلسفية، ومطلع القصيدة تم حفظه بواسطة ديوجين لائيرتيوس:

وكلما جئت بمدينة شهيرة
 أشاد بي الرجال والنساء، وتبعني الآلاف
 ليرتووا بإلهامي. 
 بعضهم يطلب مني نبوءة
 وآخرون يتضرعون
 لأجل الشفاء من كل مرض.

هذه هي القصيدة الوحيدة التي تتضمن قصة تناسخ الأرواح، حيث، كما يفترض أمبادوقليس، تنتقل الروح من جسد لآخر، قد تحل في جسد نبات، حيوان أو إنسان، وخلال هذه التنقلات تمرّ الروح بعمليات تطهير، حتى تصل إلى المثال من جديد، أو حالتها العليا.

### عن الطبيعة
تتكون القصيدة في الأصل من 2000 سطر، بقى منها 450، وكانت موجّهة إلى بواسانياس الصقلي، وفي هذه القصيدة وصف كامل لمنظومة أمبادوقليس الفلسفية، حيث يشرح بها تاريخ الكون، متضمنة نظرية العناصر الأربعة، ويشرح كذلك نظرياته عن السببية، والفهم، والفكر، والظاهرة الأرضية والعمليات الحيوية.

## فلسفته
أمبادوقليس لم ينتم لأي مدرسة محددة، بل كان تفكيره مزيجاً من أفكار بارمنيدس، فيثاغورث، والمدارس الأيونية. كان مؤمناً بالعقائد السرّانية الأورفية، وكذلك كان متبعاً للتفكير العلمي ومنتهجاً للعلوم الفيزيائية، وقد ربط أرسطو بينه وبين علماء المدرسة الأيونية، والعلماء الذريين الإغريق وكذلك آناكساغوراس.
حاول أمبادوقليس ايجاد الأساس لكل تغيير يحدث بالطبيعة، ولم يعتبر الصيرورة، والحركة، هي الوجود، والسكون أو الرقود هو اللا-وجود، عكس هيرقليطس الذي كان يعتقد بهذا، لكن أمبادوقليس مثله مثل العلماء الأيونيين والذريين الإغريق يعتقد أنه لا يمكن أن يتحول الوجود إلى لا-وجود، والعكس، حيث يفترض أن الموت التام أو الفناء هو أمر غير ممكن، وأن ما ندعوه صيرورة وموت هو مجرد مزج وعزل لما تم مزجه.

### العناصر الأربعة
أمبادوقليس هو مؤسس نظرية العناصر الأربعة الشهيرة، حيث يتكون العالم كله من أربعة عناصر ممزوجة معاً، بنسب مختلفة، هي النار، الهواء، الماء، والتراب، وقد أطلق على هؤلاء «الجذور»، وقد ربط كل عنصر من هؤلاء باسم شخصية ميثولوجية، على الترتيب: زوس، حيرا، بيرسيفونة، وآيدونيوس، ولم يستخدم أمبادوقليس مصطلح «عنصر» قط، (باليونانية: στοιχεῖον) (ستويخيون)، ويبدو أن هذه الكلمة استخدمها أفلاطون للمرة الأولى، وقد عزى أمبادوقليس النمو، والزيادة أو النقصان في الطبيعة إلى درجات تمازج هذه العناصر الأربعة معاً، في رأيه لا شيء جديد يأتي للطبيعة -لا يوجد صيرورة- وأي تغيير يطرأ انما هو التغيير في تمازج أو تناسب عنصر مع آخر، وقد أصبحت هذه النظرية عقيدة علمية راسخة خلال الألفي عام التاليين.

### الحب والبغض
ولأن العناصر الأربعة ذات طبيعة بسيطة، دائمة وغير قابلة للتغيير، وأن أي تغيّر في الطبيعة هو نتيجة مباشرة لتمازجها وانفصالها، فقد اقترح أمبادوقليس وجود نوع من القوى المحركة، التي تقوم بعملية المزج والعزل، وهي الحب والبغض، الحب (باليونانية: φιλία) يفسّر تمازج أشكال مختلفة من المواد، والبغض (باليونانية: νεῖκος) السبب في انعزالها.

### كرة أمبادوقليس
في الحالة الأولى والأسمى، كانت تلك العناصر النقية والقوّتان المحركتان في حالة من السكون داخل شكل كروي، ويرى أن تلك العناصر تواجدت معاً ولكن في حالة نقية دون أن تمتزج ببعضها، وكذلك دون أن تكون معزولة، وكانت قوة الحب الأساس والحاكم داخل الكرة، بينما تحرس قوة البغض حواف الكرة لحفظ شكلها، ولهذا فقد انحرفت قوة البغض وانحلّت الرابطة التي كانت تمسك بالعناصر الأربعة داخل الكرة، وصارت العناصر العالم الظاهري الذي نراه الآن، مليئاً بالتناقضات والأضداد، وبسبب هذه النظرية، فقد تخيل أمبادوقليس أن الكون دائري، حيث تعود العناصر مجدداً لتشكيل الكرة في مرحلة تالية من الكون.

### الوعي والمعرفة
أول من وضع نظرية في الضوء والرؤية، حيث رأى أننا نرى الأجسام لأن ضوءاً يخرج من أعيننا ويلمسها، وقد تأسست على هذه النظرية الكثير من الأفكار الفيزيائية اليونانية اللاحقة، كما فسّر المعرفة بأن العناصر التي تحويها الأشياء التي خارجنا يتم تلقّيها أو التجاوب معها بواسطة العناصر المشابهة الموجودة داخلنا، كما أشار أمبادوقليس إلى حدود الوعي البشري، حيث يرى الإنسان جزء فقط من الشيء، بينما يظن أنه قد أدرك الشيء كله.

## موته
يقال أن أمبادوقليس ألقى بنفسه في فوهة بركان إتنا، ليثبت لتلامذته أنه خالد، فحين يختفي جسده تماماً بفعل النيران يكون قد صار إلى الحالة الأسمى، لكن البركان لفظ فردة حذاءه.
وفي عام 2006، أُطلق على بركان هائل تحت مياه البحر يقابل شواطيء صقلية اسم أمبادوقليس.